# Mikołajek alpejski
Mikołajek alpejski (Eryngium alpinum) — gatunek roślin z rodziny selerowatych. Pochodzi z gór południowej i środkowej Europy.

## Rozmieszczenie geograficzne
Występuje w południowej części Alp, od Alp Nadmorskich na zachodzie po Alpy Julijskie na wschodzie, z przerwą dysjunkcyjną w środkowej części łańcucha alpejskiego, a także w górach Jura i Górach Dynarskich. Rośnie we Francji, Włoszech, Austrii, Liechtensteinie, Szwajcarii, Słowenii, a także w Chorwacji i Czarnogórze. W Polsce rośnie tylko w uprawie.
Jest generalnie rośliną rzadką, rosnącą pojedynczo lub w grupach po kilka-kilkanaście egzemplarzy. Wyjątkiem jest dolina Fournel (fr. Le vallon du Fournel) w Vallouise, we wschodniej części grupy górskiej Écrins, w strefie ochronnej Parku Narodowego Écrins we Francji, gdzie spotkać można populacje liczące po ponad tysiąc osobników.

## Morfologia

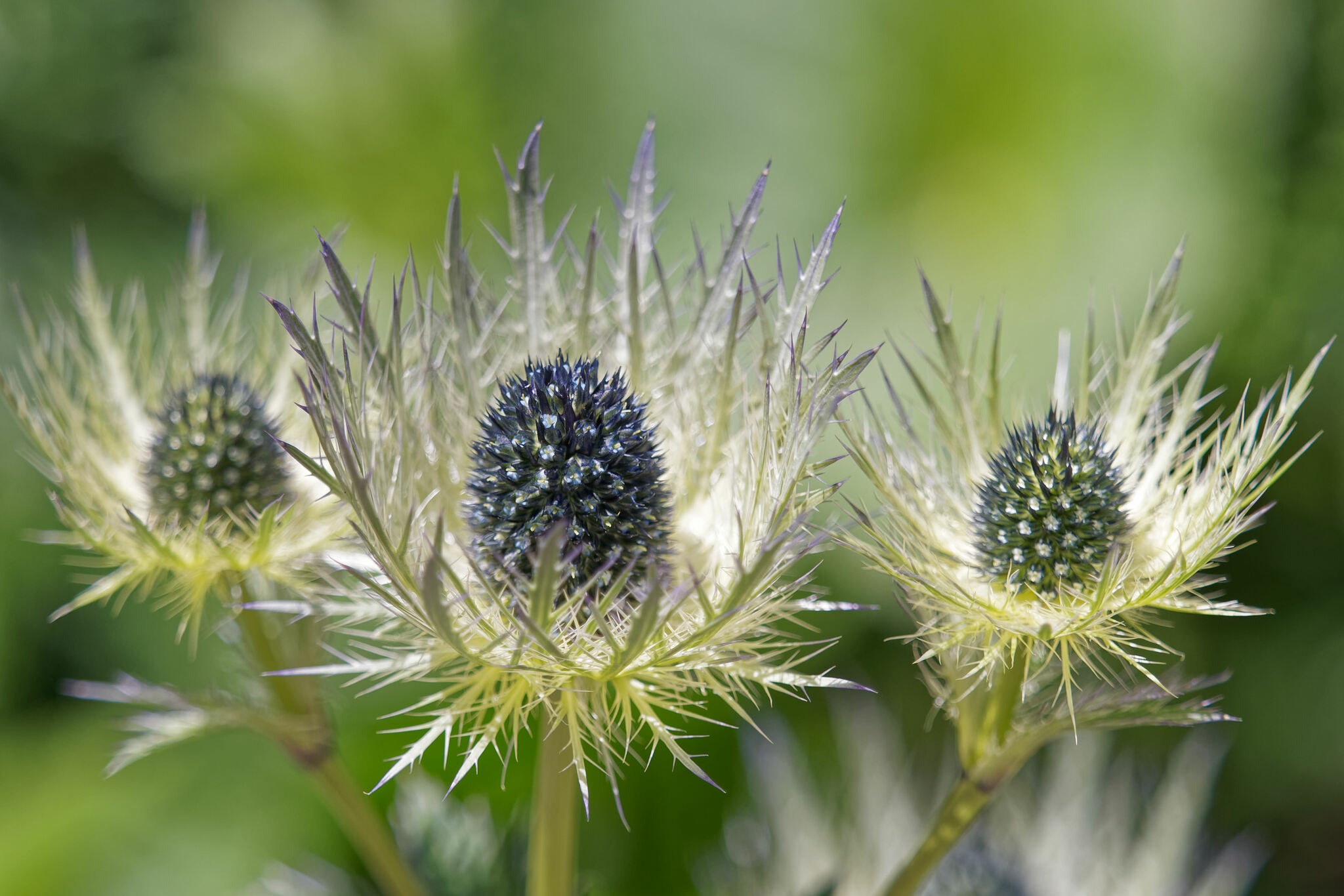
Kwiatostany

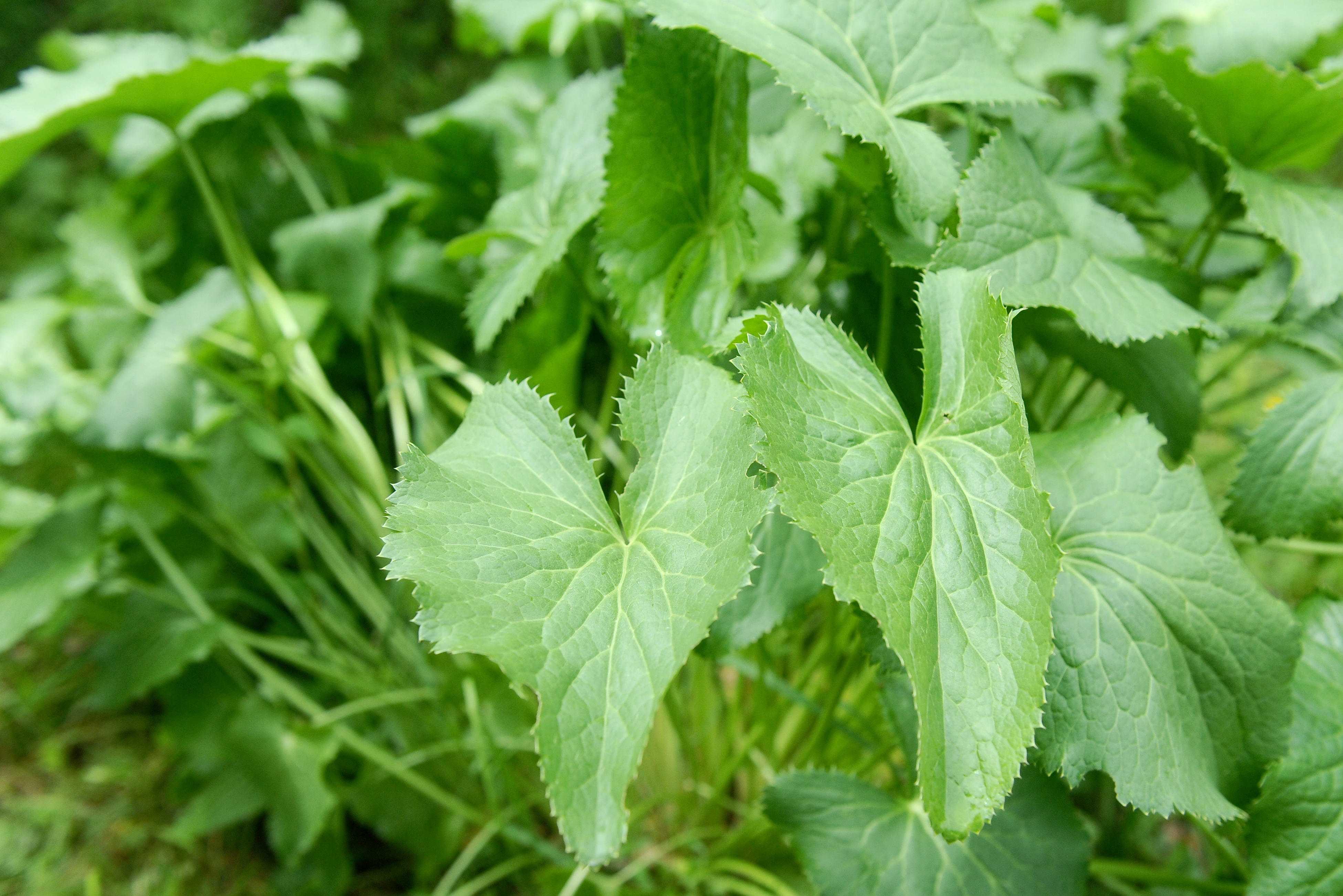
Liście odziomkowe

PokrójBylina o rozgałęzionych w górze i bruzdowanych łodygach wyrastających z wrzecionowato zgrubiałego, czarnego kłącza. Pędy w górze są ametystowo nabiegłe.
LiścieOdziomkowe są długoogonkowe i niepodzielone, o blaszce sercowato trójkątnej, na brzegu nierówno ząbkowano piłkowane, z ząbkami kolczastymi. Liście łodygowe są mniejsze, krótkoogonkowe i w górnej części pędu siedzące i dłoniasto wcinane, na brzegach z ząbkami wybiegającymi w długie ząbki.
KwiatyZebrane w główki początkowo kuliste, z czasem wydłużające się walcowato (osiągają do 4 cm wysokości). Wsparte są charakterystycznymi, podwójnie pierzasto podzielonymi i miękko kolczastymi podsadkami. Poszczególne kwiaty w obrębie kwiatostanu wsparte są przysadkami trójdzielnymi, dłuższymi od kwiatów. Korony są niebieskie. Działki kielicha jajowato lancetowate, zakończone kolcem.
OwoceRozłupnie osiągające do 6 mm długości i 4 mm szerokości.

## Biologia i ekologia
Kwitnie w lipcu–sierpniu (wrześniu). Kwiaty zapylane przez owady.
Rośnie najchętniej na suchszych glebach, dobrze zdrenowanych, na kamienistych pastwiskach, zwykle w miejscach dobrze nasłonecznionych (jest rośliną kserofilną). Spotykany na wysokości 1500–2300 m n.p.m., głównie w piętrze subalpejskim. Występuje wyłącznie na podłożu wapiennym.

## Zagrożenie i ochrona
Głównym zagrożeniem dla tej rośliny jest jej atrakcyjny pokrój i piękno ametystowych kwiatostanów, utrzymujące się również po jej zasuszeniu, co uczyniło z niej pożądany dodatek do kompozycji florystycznych. Doprowadziło to do nadmiernych zbiorów i znacznego przetrzebienia pierwotnych stanowisk tej rośliny. W rezultacie została ona objęta ochroną w większości krajów, w których występuje. Np. we Francji jest ściśle chroniona w skali całego kraju od 1982 r. Tam też, we wspomnianej wyżej dolinie Fournel, w rezerwacie Deslioures (fr. La réserve biologique domaniale Deslioures) jest chroniona największa na świecie populacja mikołajka alpejskiego.

## Zastosowanie
Jest uprawiany jako roślina ozdobna na rabatach i w ogródkach skalnych i jest uważany za jeden z najpiękniejszych gatunków tego rodzaju. Używany jest też w bukieciarstwie jako dodatek florystyczny zarówno do kwiatów żywych jak i kompozycji suchych.

## Uprawa
Jest w Polsce w pełni mrozoodporny (strefy mrozoodporności 3–9). Wymaga słonecznego stanowiska, suchej i piaszczystej gleby. Rozmnaża się przez nasiona, które wysiewa się zaraz po ich zbiorze.